# 1.º arrondissement de Paris
O 1º arrondissement é um dos vinte arrondissements de Paris, na França. É o que tem menor população e menor área (1,826 km²).
Está localizado na margem direita do rio Sena, mas abrange também parte da Île de la Cité. É o arrondissement mais antigo da cidade de Paris, sendo que foi primeiro ocupado na Île de la Cité, que era o centro da cidade romana de Lutécia (conquistada em 52 a.C.), e depois mais tarde, já durante a Idade Média, foi ocupada a margem direita. Uma parte significativa do 1º arrondissement pertence ao Museu do Louvre e ao Jardins das Tulherias.

## Demografia
O pico de população no 1º arrondissement ocorreu em 1861, apesar de só existir com a configuração que atualmente apresenta em 1860. Em 1999, a população era de 16 888 habitantes, e empregava 63 056 pessoas, sendo o quarto arrondissement mais importante no que diz respeito à área dos negócios.

### População
| Ano (censo)              | População | Densidade (hab/km²) |
| ------------------------ | --------- | ------------------- |
| 1861 (pico de população) | 89519     | 49025               |
| 1872                     | 74286     | 40593               |
| 1954                     | 38926     | 21271               |
| 1962                     | 36543     | 20013               |
| 1968                     | 32332     | 17706               |
| 1975                     | 22793     | 12482               |
| 1982                     | 18509     | 10136               |
| 1990                     | 18360     | 10055               |
| 1999                     | 16888     | 9249                |
| 2006                     | 17745     | 9697                |
| 2009                     | 17614     | 9651                |

## Bairros
Cada uma dos vinte arrondissement de Paris está dividido em quatro quartiers. 
- Quartier Saint-Germain-l'Auxerrois
- Quartier des Halles
- Quartier du Palais-Royal
- Quartier de la Place-Vendôme

Na tabela abaixo estão os quatro quartiers do 1º arrondissement:
| Quartier                  | População | Área (km²) | Densidade (hab./km²) |
| ------------------------- | --------- | ---------- | -------------------- |
| Saint-Germain-l'Auxerrois | 1670      | 0,871      | 1917                 |
| Les Halles                | 8980      | 0,412      | 21796                |
| Palais-Royal              | 3190      | 0,279      | 11434                |
| Place-Vendôme             | 3040      | 0,270      | 11259                |

## Locais de interesse
- Arco do Triunfo do Carrossel, na parte mais leste do Axe historique
- Banco da França
- Comédie-Française
- Conselho Constitucional da França
- Crédit Foncier de France (sede histórica do Banco do Hipotecas da França)
- Igreja de Santo Eustáquio
- Fonte dos Inocentes
- Forum des Halles
- Estação de Châtelet - Les Halles
- Galeria Nacional do Jeu de Paume (jogo precursor do tênis)
- Galeria Véro-Dodat
- Hôtel de Rambouillet
- Hôtel Ritz Paris
- Igreja de São Germano de Auxerre
- Jardins das Tulherias
- La Samaritaine (Loja de departamentos)
- Les Arts Décoratifs (Museu das Artes Decorativas)
- Les Halles de Paris
- Musée de la Publicité (Museu da Publicidade)
- Musée des Lunettes et Lorgnettes Pierre Marly (Museu dos óculos)
- Musée du Barreau de Paris (Museu dos advogados)
- Museu da Moda e do Têxtil
- Museu Grévin
- Museu do Louvre
- Palácio da Justiça
- Palais Royal
- Place Dauphine
- Sainte-Chapelle

## Pontes
- Pont Neuf
- Pont des Arts

## Ruas e praças
- Avenue de l'Opéra
- Rue de Rivoli
- Place Vendôme